# فياتشيسلاف شيفتشوك
فياتشيسلاف أناتوليوفيتش شيفتشوك (بالأوكرانية: В'ячеслав Анатолійович Шевчу́к) (مواليد 13 مايو 1979 في لوتسك - الاتحاد السوفييتي) لاعب كرة قدم أوكراني ذو أصول روسية اتحادية يجيد اللعب في مركز الظهير الأيسر وقلب الدفاع ويلعب حالياً في نادي شاختار دونيتسك الأوكراني منذ 2005.

## روابط خارجية
- فياتشيسلاف شيفتشوك على موقع الاتحاد الدولي (مؤرشف)  (الإنجليزية)
- فياتشيسلاف شيفتشوك على موقع الاتحاد الأوربي (الإنجليزية)
- فياتشيسلاف شيفتشوك على موقع اتحاد أوكرانيا (الإنجليزية)
- فياتشيسلاف شيفتشوك على موقع قاعدة بيانات كرة القدم.إي يو (الإنجليزية)
- فياتشيسلاف شيفتشوك على موقع ناشيونال فوتبول تيمز (الإنجليزية)
- فياتشيسلاف شيفتشوك على موقع Soccerway.com (الإنجليزية)
- فياتشيسلاف شيفتشوك على موقع عالم كرة القدم.نت (الإنجليزية)
- فياتشيسلاف شيفتشوك على موقع AS.com (الإسبانية)